# Moxa (Thuringe)
Moxa est une commune allemande située en Thuringe, dans l'arrondissement de Saale-Orla.